# Östlig miombosolfågel
Östlig miombosolfågel (Cinnyris manoensis) är en fågel i familjen solfåglar inom ordningen tättingar.

## Utseende och läte
Östlig miombosolfågel är en medelstor solfågel. Den är större och har längre näbb än liknande västlig miombosolfågel. Hanen har vidare ett bredare rött bröstband, mörkare grå buk och mindre tydliga gula tofsar vid vingknogen. Honan och ungfågeln har gråbrunt huvud, ljusgrå strupe och ljust citrongult på bröst och buk. Sången är långsammare, ljudligare och mindre kringirrande än västlig miombosolfågel och avslutas olikt denna utan en lång fallande drill.

## Utbredning och systematik
Östlig miombosolfågel delas upp i två underarter med följande utbredning:
- C. m. manoensis – centrala Tanzania till Zimbabwe och norra Moçambique
- C. m. amicorum – södra Moçambique

Tidigare behandlades östlig och västlig miombosolfågel (C. gertrudis) som en och samma art, miombosolfågel (C. manoensis).

## Levnadssätt
Östlig miombosolfågel hittas som namnet avslöjar i miomboskogar, men även galleriskog, torr savann och andra öppna skogsmiljöer. Den ses enstaka eller i par, bofasta eller nomadiserande.

## Status
Arten har ett stort utbredningsområde och beståndet anses vara stabilt. Internationella naturvårdsunionen IUCN listar den därför som livskraftig (LC).

## Namn

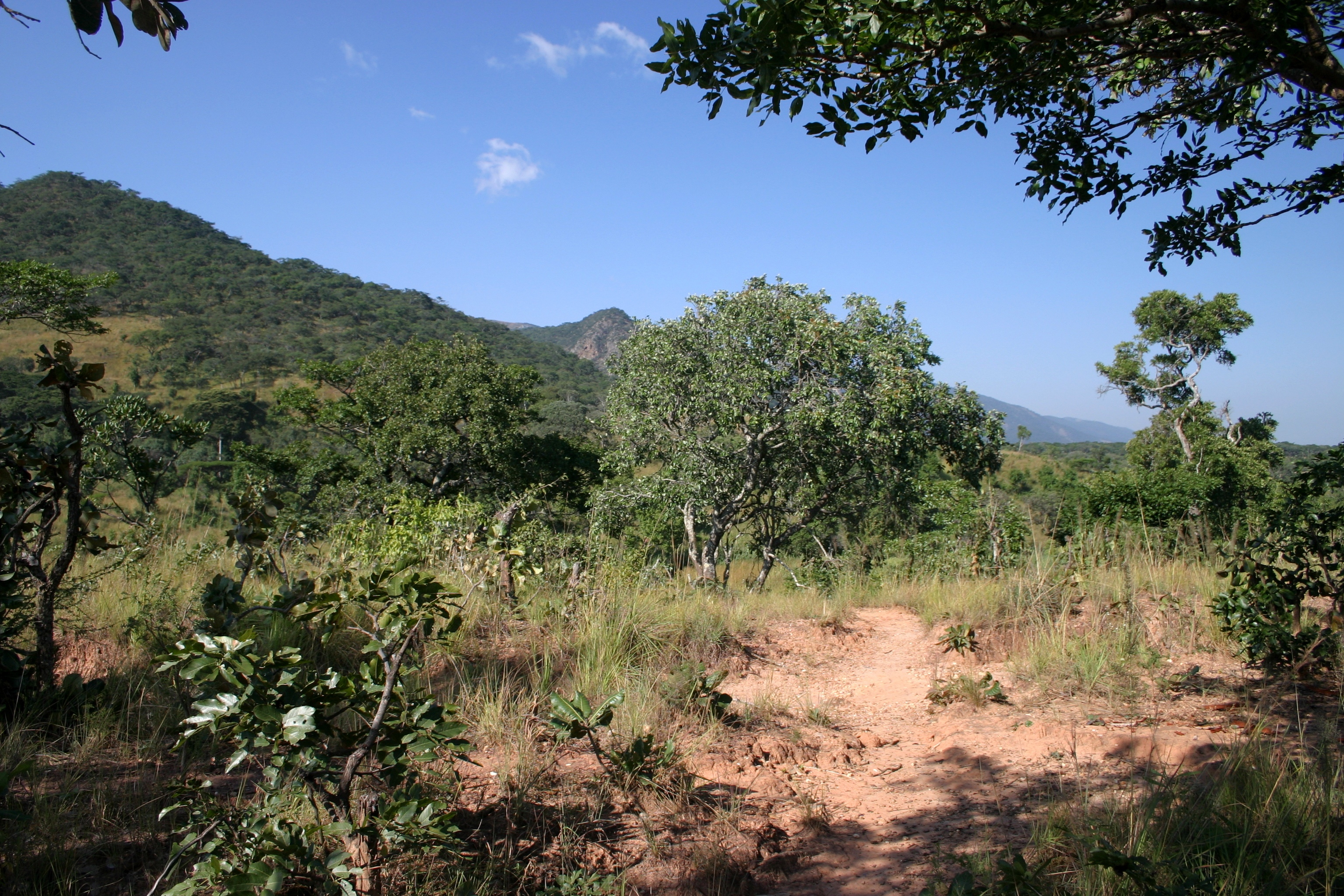
Fågeln är uppkallad efter skogstypen miombo där den förekommer.

Miombo är swahili för trädsläktet Brachystegia som omfattar ett stort antal arter, vilka bildar en öppen skog eller ett savannlandskap i södra Centralafrika. Miombo är också en beteckning för denna vegetationstyp som dominerar inom stora delar av området. 
Fågelns vetenskapliga namn syftar på Mano, ett område väster om Nyasasjön i Malawi.